# Canton de Seichamps
Le canton de Seichamps est une ancienne division administrative française qui était située dans le département de Meurthe-et-Moselle.

## Géographie
Ce canton est organisé autour de Seichamps dans l'arrondissement de Nancy. Son altitude varie de 195 m (Moncel-sur-Seille) à 307 m (Sornéville) pour une altitude moyenne de 237 m.

## Histoire
Mazerulles, Moncel-sur-Seille et Sornéville sont d'anciennes communes du canton de Château-Salins. Restées françaises après le traité de Francfort de 1871, elles ont alors été rattachées, comme les autres communes du canton actuel, au canton de Nancy-Est.
Elles ont ensuite appartenu au canton de Nancy-Sud en 1879, puis au canton de Saint-Max en 1973. Le canton de Seichamps a été créé le 21 février 1997 par division du canton de Saint-Max.

## Administration
| Période | Période | Identité     | Étiquette              | Qualité                           |
| ------- | ------- | ------------ | ---------------------- | --------------------------------- |
| 1998    | 2011    | Gérard Royer | Groupe Centriste (UMP) | Maire de Pulnoy                   |
| 2011    | 2015    | Henri Chanut | PS                     | Fonctionnaire, maire de Seichamps |

## Composition
Le canton de Seichamps regroupe 9 communes et compte 16 993 habitants (recensement de 1999 sans doubles comptes).
| Communes            | Population (2012) | Code postal | Code Insee |
| ------------------- | ----------------- | ----------- | ---------- |
| Champenoux          | 1 222             | 54280       | 54113      |
| Laneuvelotte        | 403               | 54280       | 54296      |
| Mazerulles          | 260               | 54280       | 54358      |
| Moncel-sur-Seille   | 509               | 54280       | 54374      |
| Pulnoy              | 4 751             | 54425       | 54439      |
| Saulxures-lès-Nancy | 4 042             | 54420       | 54495      |
| Seichamps           | 5 475             | 54280       | 54498      |
| Sornéville          | 253               | 54280       | 54510      |
| Velaine-sous-Amance | 280               | 54280       | 54558      |

## Démographie
| 1962  | 1968  | 1975   | 1982   | 1990   | 1999   | 2009   |
| ----- | ----- | ------ | ------ | ------ | ------ | ------ |
| 2 955 | 6 048 | 10 467 | 14 181 | 16 502 | 16 993 | 16 435 |